# All Saints Church (Wing)

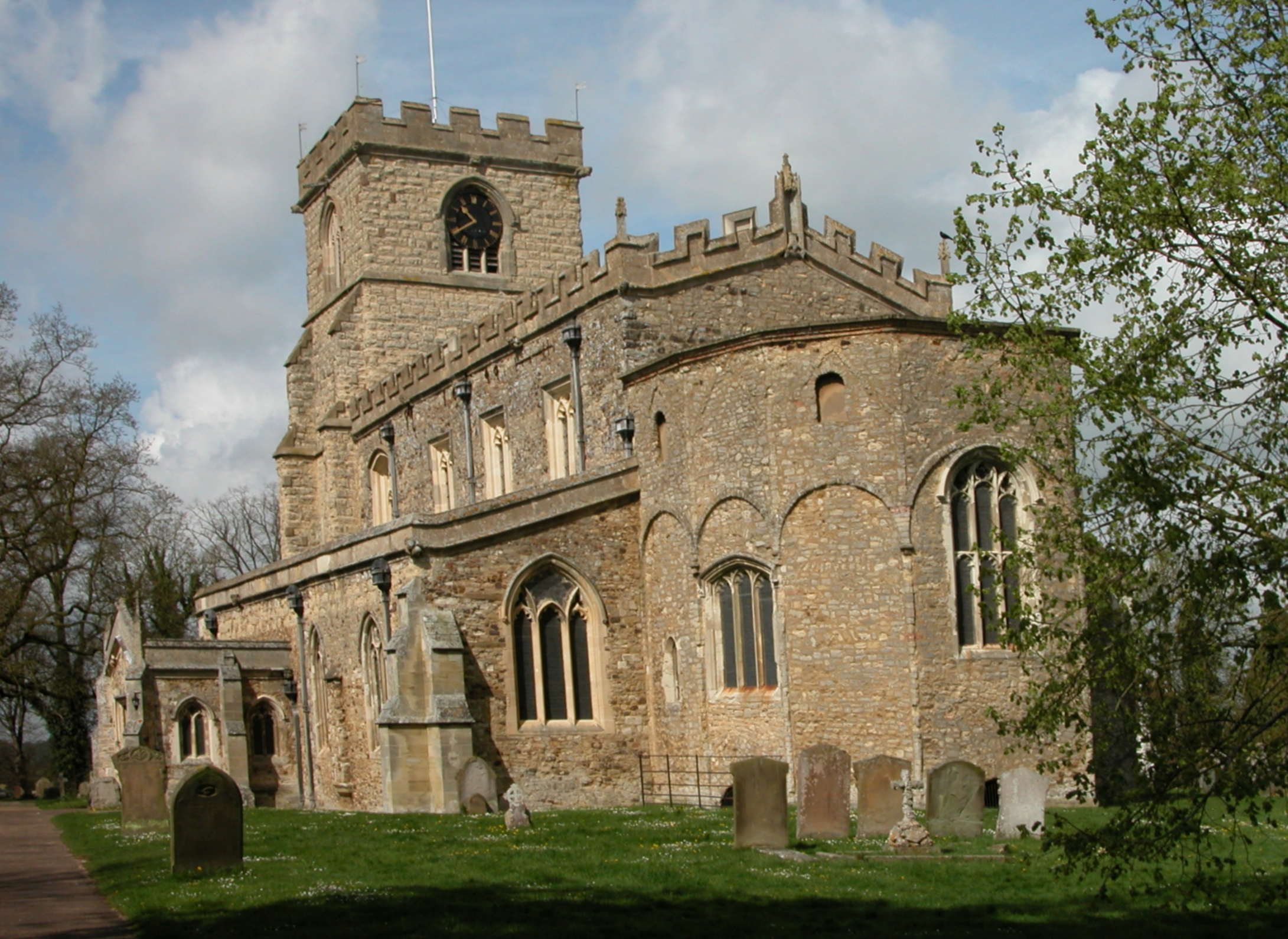
Die Allerheiligen-Kirche in Wing von Südosten

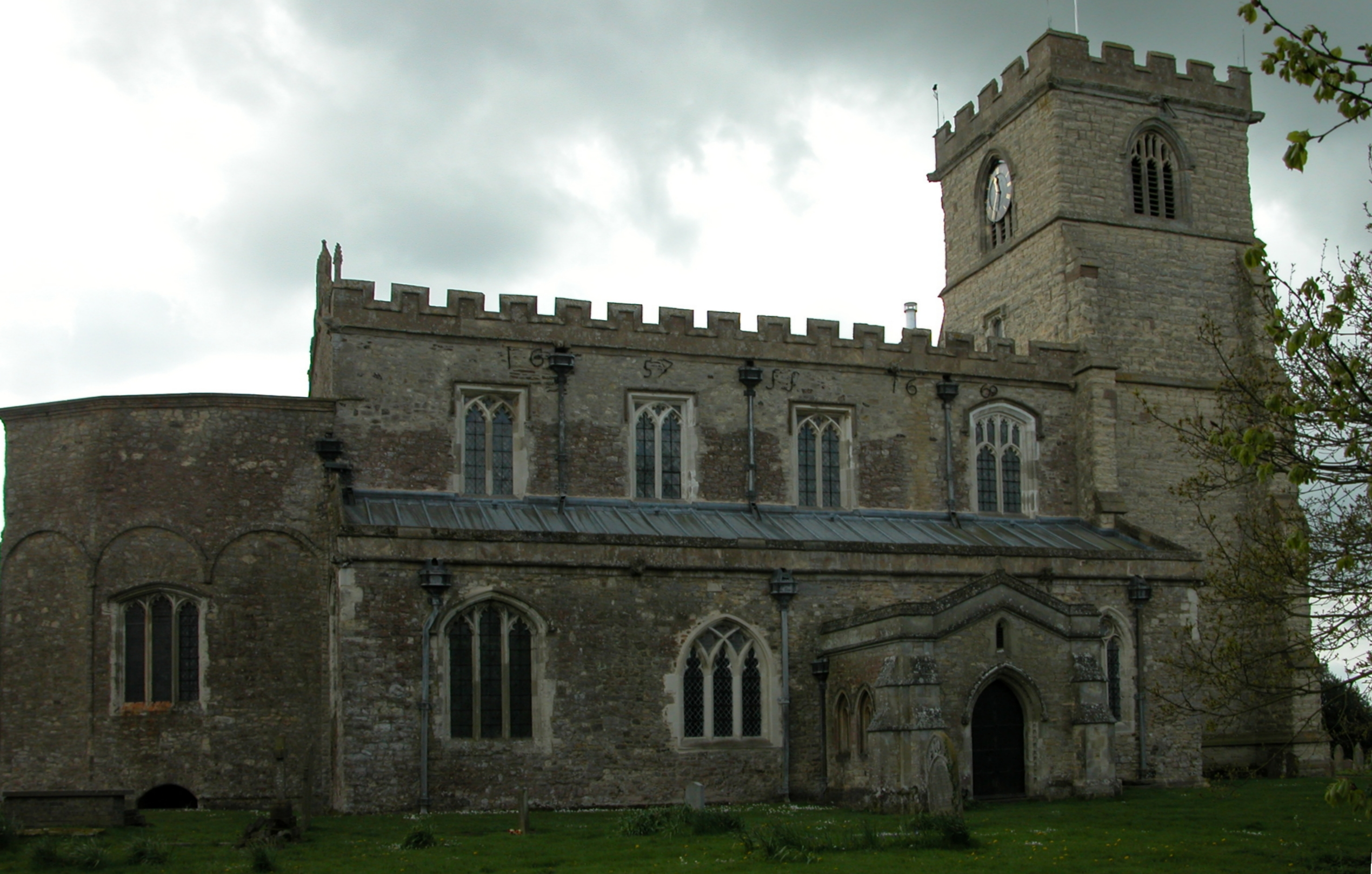
Kirche von Norden

Die All Saints Church (Allerheiligenkirche) in Wing, Buckinghamshire ist eine Pfarrkirche. Ihr Mauerwerk wurde zu großen Teilen im 8. bis 11. Jahrhundert zur angelsächsischen Zeit errichtet. Sie zählt zu den ältesten erhaltenen Kirchen in England.

## Lage
Wing liegt 5 km südwestlich von Leighton Buzzard und 12 km nordöstlich von Aylesbury. Die Kirche selbst liegt inmitten eines Friedhofs am Ortsrand westlich des Ortszentrums.

## Erste Erwähnung
Die Geschichte des Ortes Wing geht auf das 7. oder 8. Jahrhundert zurück; der Ortsname bedeutete ursprünglich Die Siedlung von Withuns Leuten. Die ersten Missionare tauchten am Anfang der zweiten Hälfte des siebten Jahrhunderts auf und die Region wurde von Aylesbury ausgehend christianisiert. Die erste Erwähnung von Wing stammt aus dem Zeitraum zwischen 966 und 975. Die erste schriftliche Erwähnung der Kirche stammt kurz nach der normannischen Eroberung 1066 und betrifft einen Priester namens Goldric, der auch nach der normannische Eroberung in Besitz der Kirchen und seines Landes blieb.

## Die angelsächsische Kirche

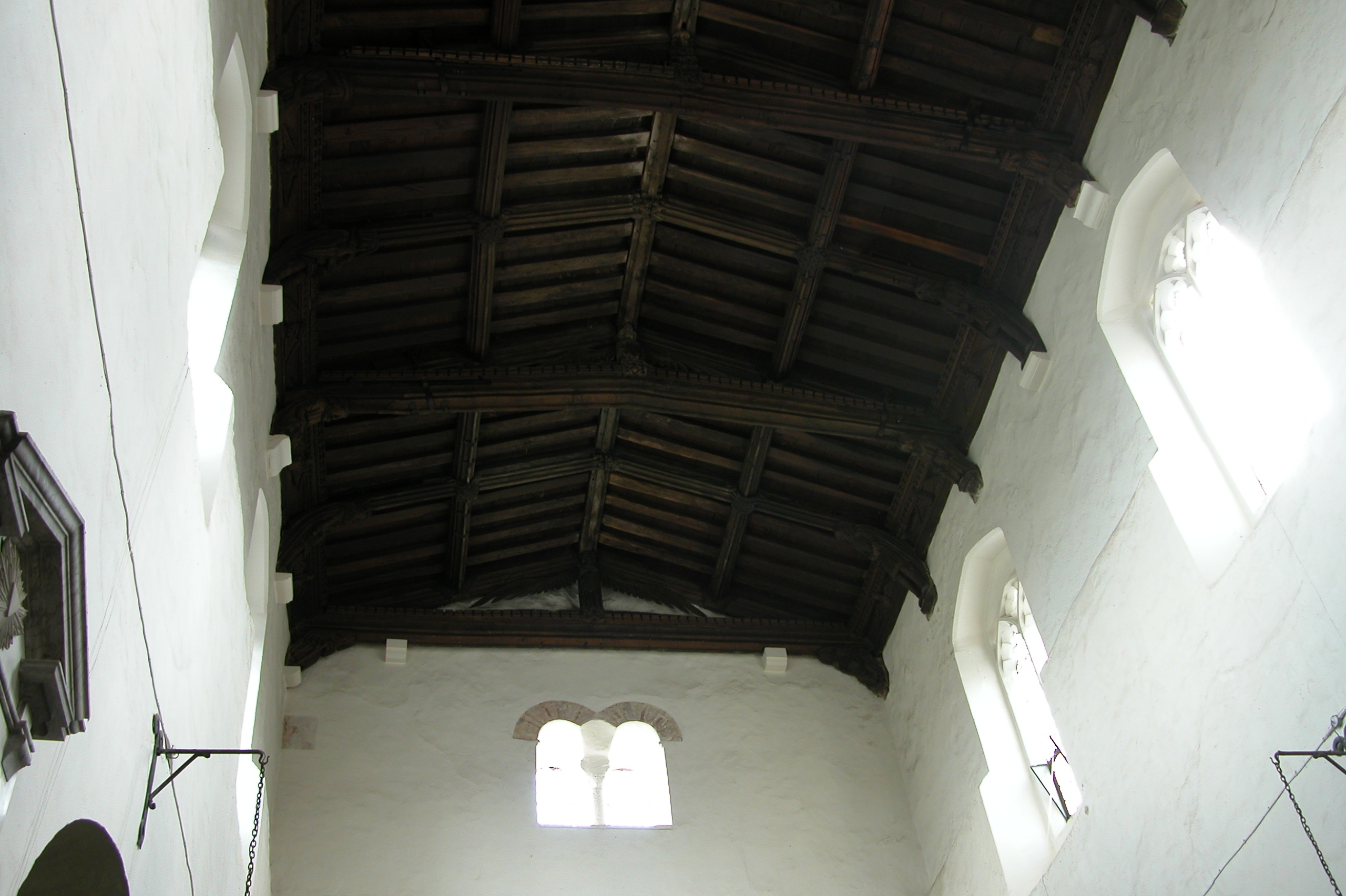
Fenster aus angelsächsischer Zeit an der Ostwand

Erhaltene Bauteile aus angelsächsischer Zeit sind die Apsis und die darunterliegende Krypta, die Nordwand der Kirche und die Pfeiler. Zu beachten ist dabei, dass die Krypta und die darüberliegende Apsis aus unterschiedlichen Bauepochen stammen: Der älteste Teil, drei Nischen und Fenster in der Krypta, sind aus dem achten Jahrhundert. Die Apsis darüber stammt aus dem neunten Jahrhundert und ist eines der besten Beispiele von Architektur aus dem neunten Jahrhundert und die einzige komplett erhaltene Apsis aus der angelsächsischen Zeit in England. Aus angelsächsischer Zeit stammt auch die 10,6 Meter hohe dreischiffige Kirche mit Ausnahme der Außenmauer des südlichen Seitenschiffs. Der Triumphbogen zwischen Apsis und Schiff stammt wahrscheinlich aus der Zeit der ersten Renovierung im 9. Jahrhundert. Das einzige angelsächsische Fenster befindet sich in der Wand des östlichen Giebels über dem Chor.

## Von der normannischen Eroberung bis zur Reformation

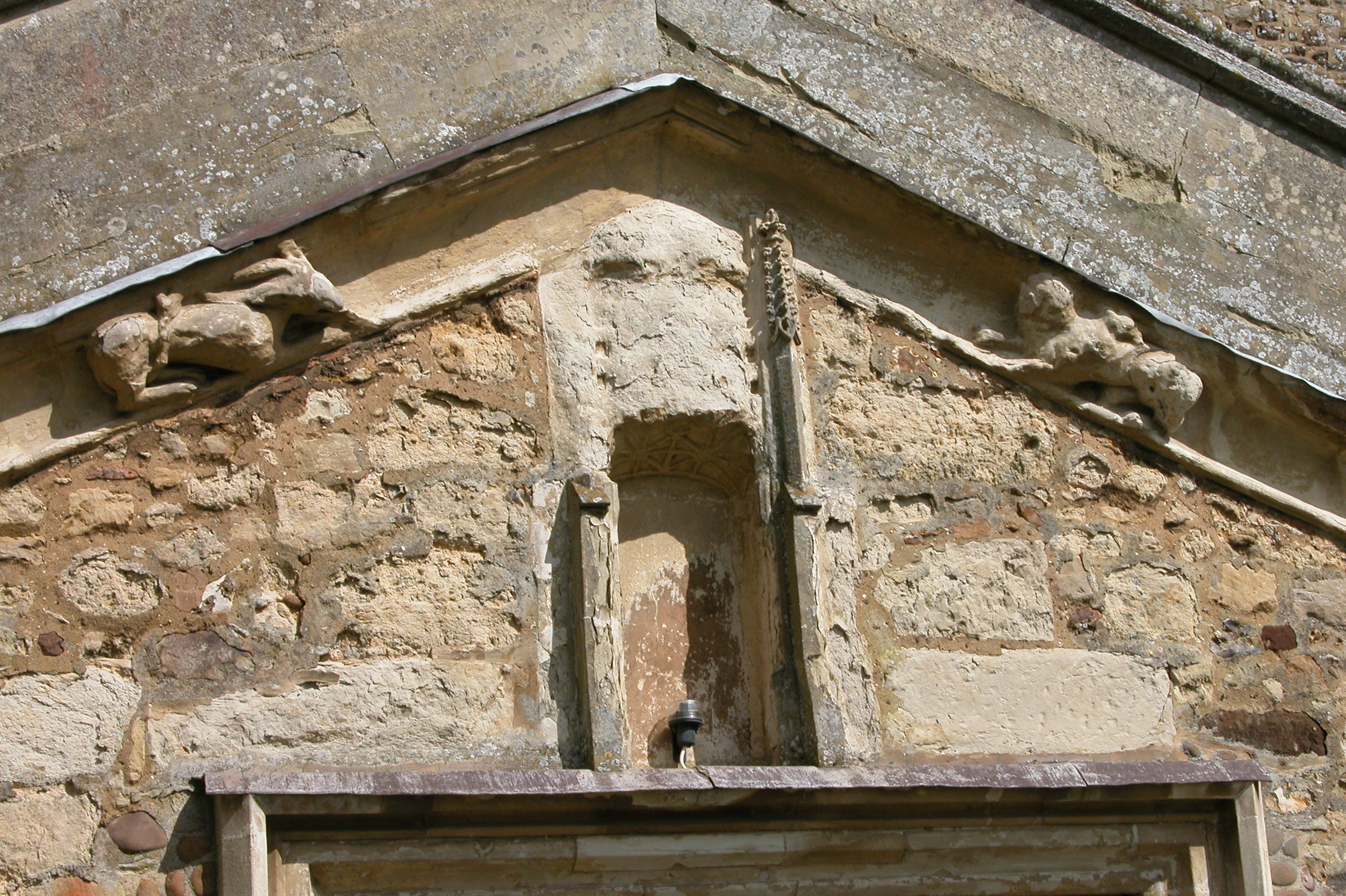
Giebel über dem südlichen Eingangsportal

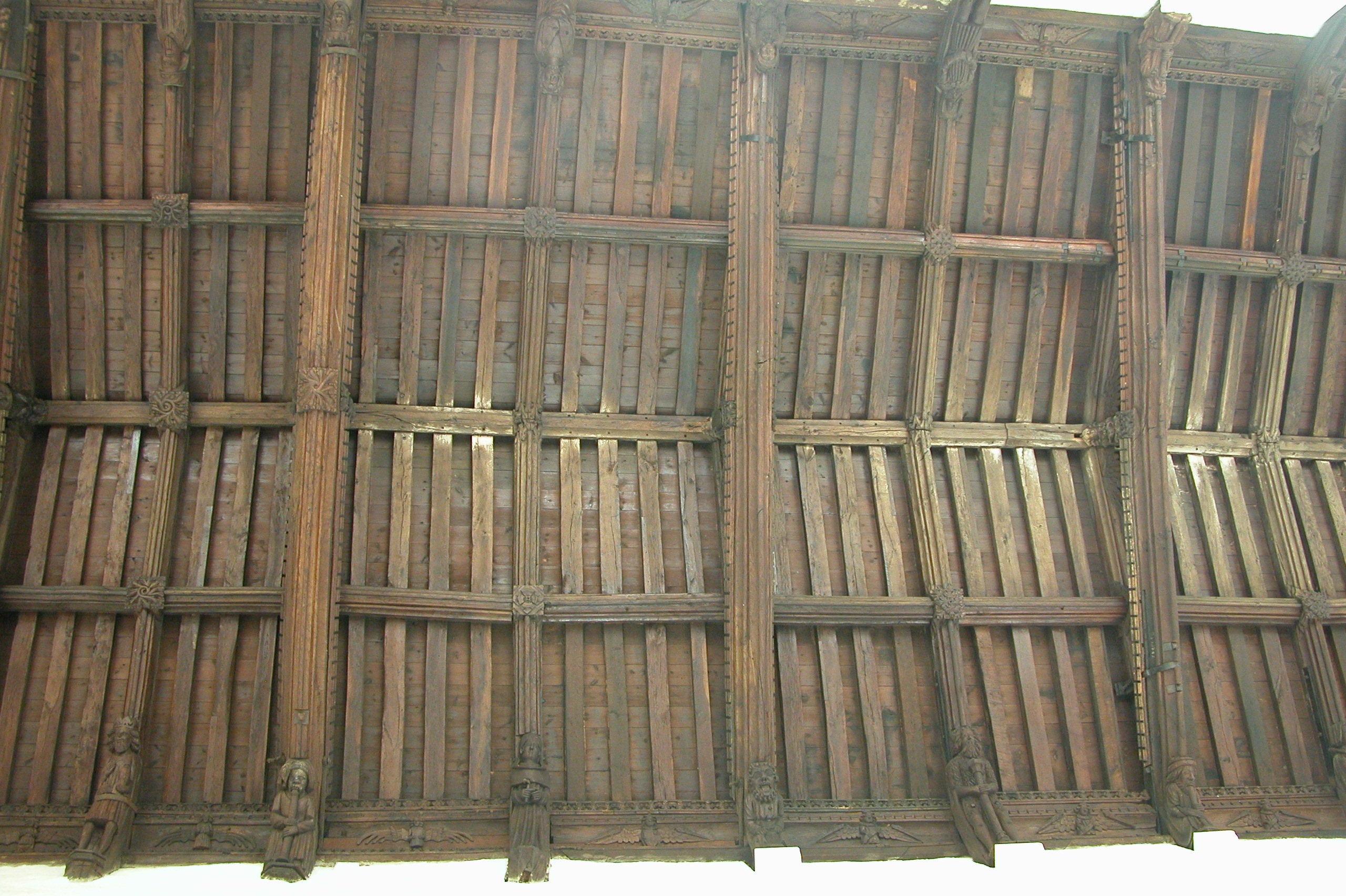
Decke im Kirchenschiff

Nach der normannischen Eroberung Englands von 1066 gab der neue Landbesitzer die Aufsicht über die Kirche an das Benediktinerkloster St. Nikolaus in Angers, möglicherweise in der Hoffnung, dass die Abtei in Wing ein Priorat errichte. Diese beschränkte sich jedoch darauf, einen Küster anzustellen und die Einnahmen selbst zu kassieren. Ab 1216 wurde aus den Einnahmen der Kirche die Dotierung der Stelle eines Vikars von Wing bestritten. Ab dieser Zeit hatte die Kirche die Bedeutung einer Pfarrkirche. Im Jahr 1416 kam die Kirche im Zuge des Hundertjährigen Kriegs zwischen England und Frankreich zum Priorat St. Mary des pres at St. Albans. Die Erhaltung des Kirchenbaus oblag von der Mitte des 13. Jahrhunderts bis zum Ende des 15. Jahrhunderts den weltlichen Herrn von Wing und Ascott, die als Schutzherrn der Kirche fungierten.
Veränderungen im sogenannten Decorated Style erfuhr die Kirche insbesondere in der ersten Hälfte des 14. Jahrhunderts bis zum Pestjahr 1329. Die größten, die Struktur der Kirche verändernden Baumaßnahmen erfolgten im 15. Jahrhundert im Perpendicular Style. Auffälligste Ergänzung des 15. Jahrhunderts war der Bau des massiven Glockenturms, einer auch aus größerer Entfernung sichtbaren Landmarke. Im Turm hängen sechs Glocken. Vier davon stammen aus dem 17. Jahrhundert. Sie wurden zwischen 1638 und 1654 von der „Knight family's bell foundry“ in Reading gegossen. Der Glockenstuhl aus Eichenholz stammt von 1654.
Aus dem 14. Jahrhundert stammen mehrere Glasfenster, unter anderem eine Krönung Mariens. Dem 14. bzw. 15. Jahrhundert entstammen die beiden Eingangsgebäude im Süden und Norden der Kirche sowie die an und in diesen befindlichen Portale. Die Portale im südlichen Eingang schmücken Wappen, Löwen und weitere Symbole, die mit den Schutzherrn der Kirche in Verbindung stehen. Ebenfalls aus dem 15. Jahrhundert ist der heute noch in Gebrauch befindliche Taufstein. Das bedeutendste Kunstwerk, das das 15. Jahrhundert in der Kirche hinterlassen hat, ist die hölzerne Decke. Unterhalb des Giebels befindet sich eine Reihe von hervorragend geschnitzten Engeln mit ausgestreckten Flügeln. Der Rand der Decke wird von einer Vielzahl an Figuren wie z. B. Könige, Königinnen, Musiker und Teufel geschmückt.

## Die Kirche in nachreformatorischer Zeit

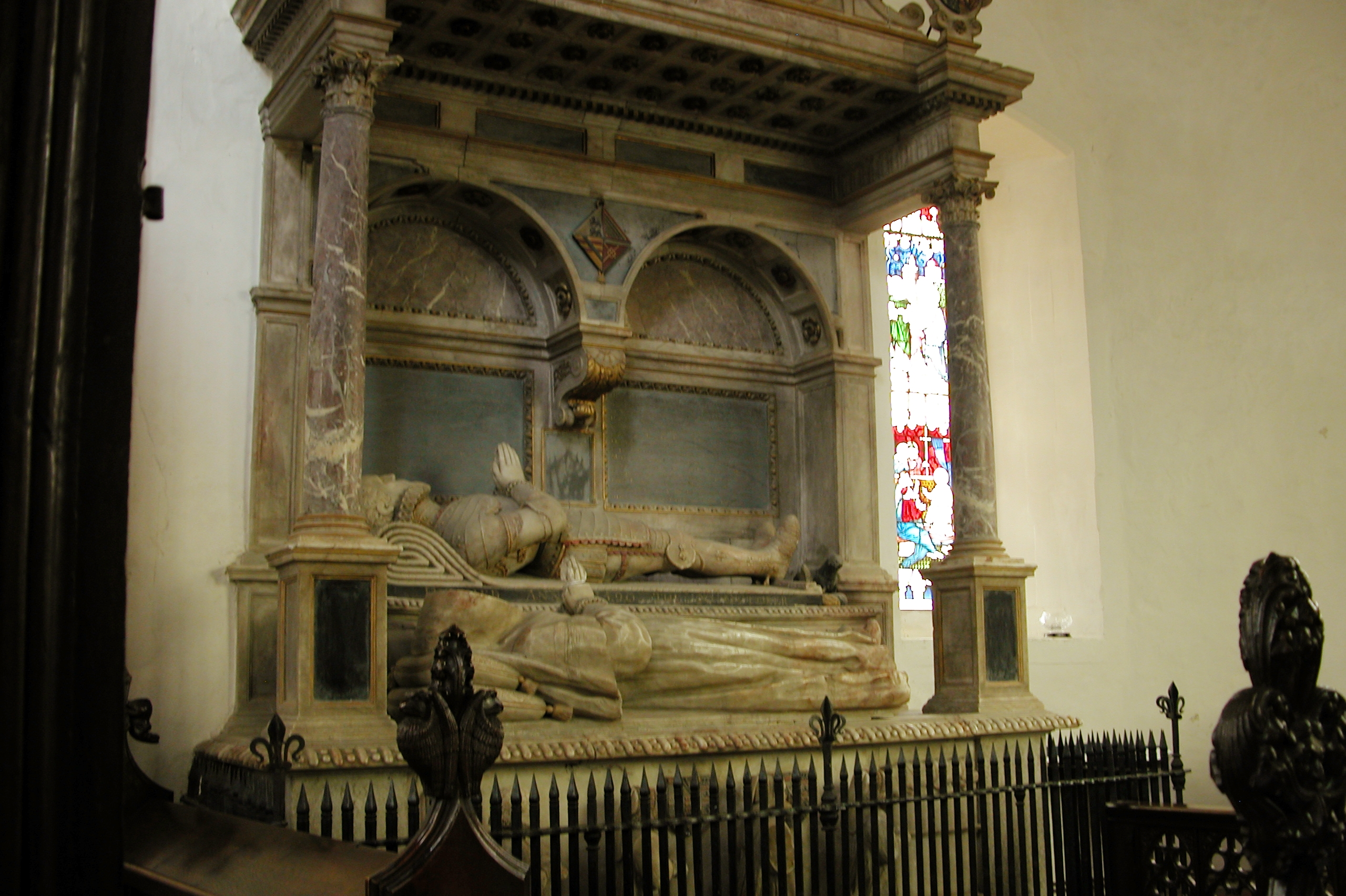
Grabmal von Sir William Dorner

Die Reformation in England begann ab etwa 1530 als Heinrich VIII. die Englische Kirche vom Papsttum trennte. Bedeutend für Wing war die Aufhebung der Klöster, da 1528 auch die Priory of St. Mary de Pre, zu der Wing immer noch gehörte, aufgelöst wurde. Die Rechte der Priory wurden von Robert Dormer, 1. Baron Dormer, erworben. Die Dormers lebten in dem Landsitz Ascott Hall am Rande von Wing, erwarben 1628 den Titel Earl of Carnarvon und waren bis zum Beginn des 18. Jahrhunderts die bedeutendste Familie von Wing. Diverse Mitglied der Familie Dormer sind in der Kirche begraben, bevorzugt am östlichen Ende des nördlichen Seitenschiffs. Besonders eindrucksvoll sind die Grabmäler für Sir Robert Dormer († 1552), Sir William Dormer († 1575) mit Familie und Robert Dormer, 1. Baron Dormer († 1616) mit Familie.
Die Kirche beherbergt eine Reihe von Glasfenstern aus dem 19. Jahrhundert und eine Walkerorgel von 1864, die 2002 auf eine neue Empore in den Unterbau des Turms gestellt wurde.

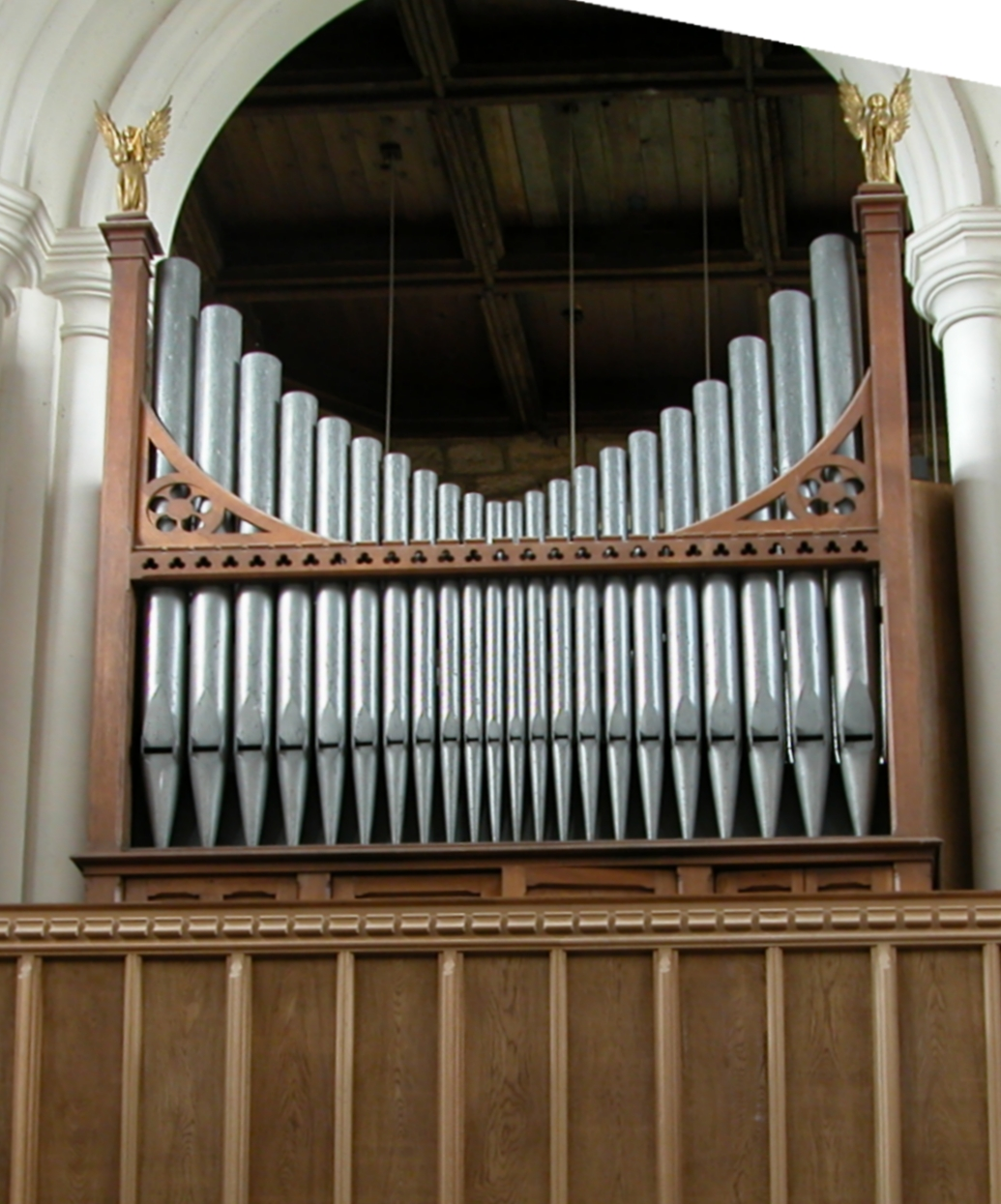
Orgel
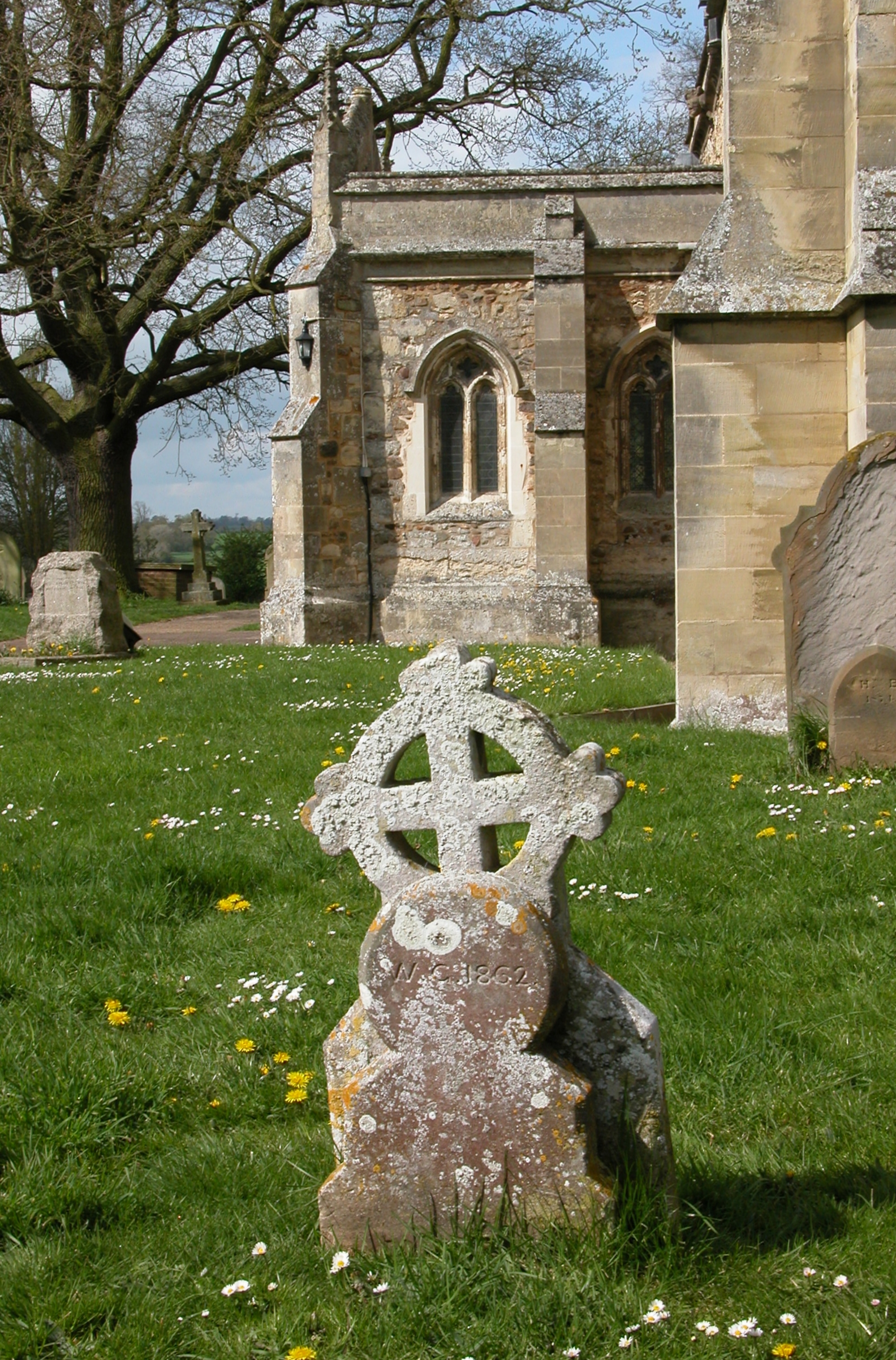
Friedhof
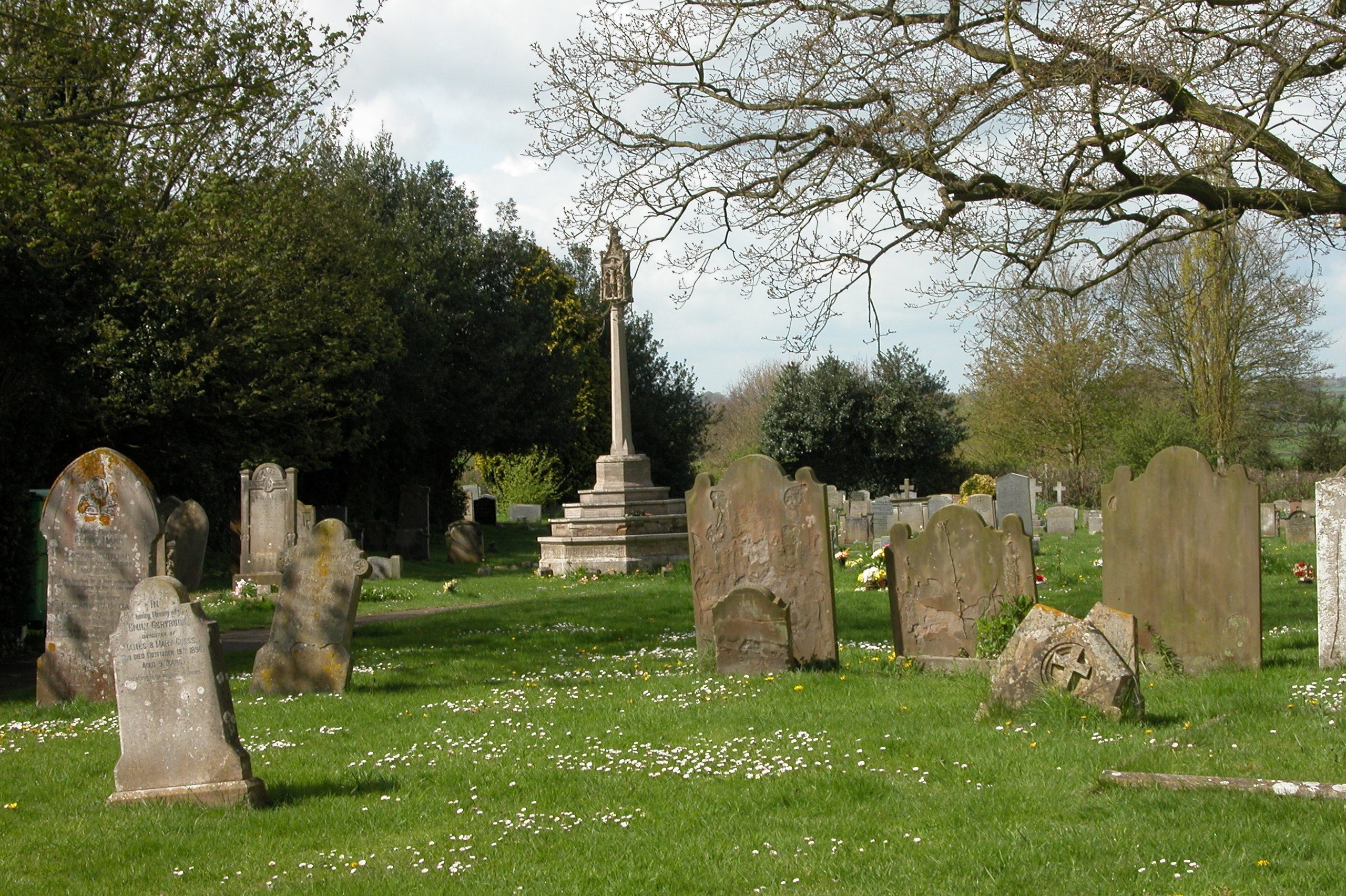
Friedhof